# Oxyopes pandae
Oxyopes pandae är en spindelart som beskrevs av Benoy Krishna Tikader 1969. Oxyopes pandae ingår i släktet Oxyopes och familjen lospindlar. Inga underarter finns listade i Catalogue of Life.